# Joe Adonis
Joseph Anthony Doto (født Giuseppe Antonio Doto den 22. november 1902, død 26. november 1971), kendt som Joe Adonis, var en italiensk-amerikansk gangster, der var en central person i grundlæggelsen af den moderne amerikanske mafia og fordelingen af de kriminelle aktiviteter til De fem familier i New York City. Adonis blev et højtstående medlem af den toneangivende Luciano crime family.

## Opvækst
Adonis blev født som Giuseppe Antonio Doto den 22. november 1902 i landsbyen Montemarano i den italienske provins Avellino. Familien immigrerede i 1909 til USA, hvor de ankom til New York City. Som en ung mand var Adonis involveret i diverse tyverier og lommetyverier. Han mødte i denne tid på gaden den kommende gangsterleder Charles "Lucky" Luciano, som han blev venner med.
Ved indførelsen af spiritusforbuddet i USA etablerede Luciano, Adonis, Meyer Lansky og Bugsy Siegel sammen en bande i Brooklyn, der fremstillede, smuglede og solgte spiritus. Banden leverede store mængder spiritus til forlystelseslivet langs Broadway på Manhattan. I begyndelsen af 1920'erne begyndte Doto at anvende navnet "Joe Adonis" (Adonis er den græske gud for skønhed). 

## Castellammarese-krigen
I 1930 udbrød den såkaldte Castellammarese-krig mellem på den ene side bander kontrolleret af Giuseppe "Joe The Boss" Masseria og bander tilknyttet camorraen ledet af Salvatore Maranzano, der var blevet sendt til USA. Adonis var på Masserias side sammen med gangstere som Charles "Lucky" Luciano, Albert "Mad Hatter" Anastasia, Vito Genovese og Frank Costello. Da Masseria så ud til at tabe krigen kontaktede Luciano i hemmelighed Maranzano om at skifte side. Da Masseria hørte om Lucianos forræderi gik han til Adonis og anmodede ham om at arrangere likvidering af Luciano. Adonis advarede imidlertid Luciano om Masserias planer. Luciano arrangerede herefter et møde med Masseria på en restaurant ved Coney Island den 15. april 1931. Under måltidet gik Luciano på toilettet, og da Luciano var ude af lokalet kom fire mænd, Adonis, Vito Genovese, Albert Anastasia og Bugsy Siegel ind i restauranten, hvor de skød Masseria. Ingen blev tiltalt for drabet. 
Med Masserias likvidering var krigen ovre med Maranzano som sejrherre. For at undgå fremtidige gangsterkrige reorganiserede Maranzano de amerikanske mafia-bander til De fem familier og gave sig selv titlen capo di tutti capi ("bossernes boss"). Luciano og hans allierede blev hurtigt utilfredse med Maranzanos centralisering af magten. Da Luciano opdagede, at Maranzano havde givet ordre til likvidering af ham, slog Luciano til. De 10. september 1931 blev Maranzano likvideret på sit kontor på Manhattan. Luciano overtog Marzanos familie, der fik navnet Luciano-familien (Luciano crime family), hvortil Adonis var tilknyttet.

## Kriminelle aktiviteter
Adonis og Luciano opnåede hurtigt kontrol med spiritus -aktiviteterne på Broadway og Midtown Manhattan. På sit højdepunkt omsatte organisationen for over 12 millioner $ og havde 100 mand tilknyttet. Adonis købte bilforhandlere i New Jersey. Når kunderne købte en bil, truede sælgerne kunderne til at købe "beskyttende forsikring" for bilen. Adonis var også involveret i salg af cigaretter gennem hundredevis af automater, som han fyldte op med stjålne cigaretter. På trods af sine store indtægter deltog Adonis stadig i røverier hos juvelerer og kidnapninger.
Adonis kontrollerede mange politikere og højtstående politikfolk gennem bestikkelse. Adonis brugte sin indflydelse hos politikerne til at hjælpe Luciano-familiens medlemmer og andre gangstere som Meyer Lansky og Louis "Lepke" Buchalter, lederen af Murder, Inc.

## Efter spiritusforbuddets ophævelse
I 1936 blev Luciano idømt 30 års fængsel, og Vito Genovese overtog ledelsen af Luciano-familien indtil han blev tvunget til at flygte til Italien i 1937 for at undgå en drabstiltale. Luciano overlod herefter kontrollen med familien til en af Adonis' allierede Frank Costello. Adonis fik overdraget ledelsen af National Crime Syndicate, der koordinerede mellem familierne. 
Adonis blev i 1940 tiltalt for overfald, kidnapning og afpresning, men blev senere frifundet for alle anklager grundet manglende bevis. Borgmesteren i New York City, Fiorello LaGuardia, havde iværksat en kampagne mod organiseret spil, hvorfor Adonis i begyndelsen af 1940'erne flyttede sine aktiviteter til New Jersey. Han flyttede ind i et luksuriøst hus i Fort Lee i New Jersey og åbnede et kasino i Lodi, og etablerede en limousine-service, der kørte kunderne fra New York City til Lodi i New Jersey. I samme periode blev Adonis partner med Meyer Lansky om drift af illegale kasinoer i Florida.
Adonis blev i 1950 pålagt at vidne i senatshøringerne om organiseret kriminalitet, men nægtede at afgive vidneudsagn.
I maj 1951 erklærede Adonis og flere andre sig skyldige i en tiltale om ulovlig spilleaktiviteter i Lodi og i Fort Lee i New Jersey og Adonis blev idømt 2 til 3 år fængsel.

## Deportering og død
I august 1953 forlangte de amerikanske myndigheder, at Adonis skulle udvises fra USA og deporteres til Italien, idet Adonis' immigrationspapirer ikke var i orden. Adonis hævdede, at han var amerikansk statsborger født i USA, men fik ikke medhold. Den 3. januar 1956 rejste Adonis uden sin familie til Napoli i Italien.
I Italien indrettede Adonis sig i en luksuriøs lejlighed i Milano. Det er muligt, at Adonis mødtes med sin gamle ven Luciano i Napoli, men der foreligger ikke oplysninger om dette. Luciano, der over tid var kommet i økonomiske problemer, var oprørt over, at den velhavende Adonis ikke hjalp ham. Da Luciano døde i 1962, deltog Adonis ved begravelsen.
I juni 1971 tvang den italienske regering Adonis og flere andre mafia-tilknyttede personer til at flytte til Serra de' Conti, en lille by ved Adriaterhavskysten. Adonis var en af 115 formodede mafiosi, der blev tvunget til Serra de' Conti efter attentatet i maj 1971 på den offentlige anklage Pietro Scaglione i Palermo på Sicilien. I november 1971 blev Adonis afhørt af italiensk politi i et lille skur i et øde område. Efter en tilsyneladende langvarig og hårdhændet afhøring kollapsede Adonis lunge, og han døde nogle dage efter den 26. november 1971.
Den amerikanske regering tillod, at Adonis' familie fik liget udleveret til begravelse i USA. Adonis blev begravet på en katolsk kirkegård i New Jersey under navnet Joseph Antonio Doto.

## Eksterne links
- "Joe Adonis". Rotten.com. 3. juni 2004. Arkiveret fra originalen 2004-06-03. Hentet 19. marts 2020.
- Mobster - Joey Adonis - YouTube